# 長崎県道141号ハウステンボス線
長崎県道141号ハウステンボス線（ながさきけんどう141ごう ハウステンボスせん）は長崎県佐世保市を通る一般県道である。

## 概要
佐世保市ハウステンボス町から佐世保市江上町に至る。文字通りハウステンボスの西側を通る県道。
ハウステンボス入口付近は4 - 5車線。それ以外は2 - 3車線。ハウステンボス付近は歩道がレンガ造りで花壇もある立派なものだが、ハウステンボスを経て針尾米軍住宅から、西海パールライン（江上バイパス）を通らず右折すると一転してアップダウンのある辺鄙な田舎道になるが、ハウステンボスの最繁忙期などで、周辺の道路が混雑する時の迂回路としての役割を果たす。道幅は広く案内板が適切に多く、迷いにくく走りやすい。

### 路線データ
- 起点：佐世保市ハウステンボス町（長崎県道213号南風崎停車場指方線交点）
- 終点：佐世保市江上町（国道202号交点）
- 総延長：5.146 km

## 路線状況

### 道路施設

#### 橋梁
- 綿打橋（佐世保市）

## 地理

### 通過する自治体
- 佐世保市

### 交差する道路
| 交差する道路                                      | 交差する場所     | 交差する場所 |
| ------------------------------------------------- | ---------------- | ------------ |
| 長崎県道213号南風崎停車場指方線                   | ハウステンボス町 | 起点         |
| 国道202号 / 江上バイパス 西海パールライン有料道路 | ハウステンボス町 | 江上IC       |
| 国道202号                                         | 江上町           | 終点         |

### 沿線
- ハウステンボス
- ホテル日航ハウステンボス
- WINS佐世保（JRAの場外勝馬投票券発売所）
- 米軍針尾住宅